# Јустинијанова династија
Јустинијанова династија је назив у данашњој историографији за низ владара који је владао Источноримским (Византијским) царством од 518. до 602. године. Јустинијанова династија није била династија, па чак ни породица у ужем смислу речи, а име је добила не по родоначелнику Јустину I већ по најпознатијем представнику цару Јустинијану I.

## Владари
Родоначелник династије био је Јустин I (518—527), војник од каријере родом из места Бедеријана у близини потоњег Царичиног Града код Лебана у југоисточној Србији. Јустин је постао цар у већ поодмаклом животном добу и потрудио се да међу својим рођацима, које је довео у Цариград са Балкана, одреди себи наследника. Избор је пао на његовог сестрића Петра Сабатија. Јустин је усвојио Петра који је од тада био познатији као Јустинијан.
Јустинијан I (527—565) је последњих година владавине свог ујака већ био de facto савладар. Јустинијанова владавина спада у једну од најсјајнијих у дугој римско-византијској историји. Јустинијан је покушао да обнови превласт Римљана у западном Медитерану покоравањем варварских краљевина Вандала, Острогота и Визигота. Његове ратове успешно су водили војсковође Велизар и Нарзес, а цар је и у другим областима имао способне саветнике. Велику кодификацију римског права, најтрајнији споменик Јустинијановој влади, спровео је правник Трибонијан, а обнову и изградњу Цариграда надзирао је архитекта Исидор из Милета (градитељ цркве Пресвете Мудрости (Аја Софија)). Поред тога Јустинијан је градио цркве и манастире широм Царства, као и тврђаве и друге грађевине. Новац за овако амбициозне и скупе пројекте успешно је прибирао бесккрупулозни преторијански префект Истока Јован Кападокијски, а касније његов наследник Петар Варсим. У прве две деценије велики саветник и савезник цара, али стална опозиција у питањима верске политике, била је његова супруга Теодора. Јустинијанова владавина имала је и своје неуспешније стране нарочито у погледу верске политике у оквиру које је цар покушавао безуспешно да реши спорове између монофизита и православних и нађе заједнички језик са папством. Поред тога мир са Сасанидском Персијом је купован огромним сумама новца, а одбрана подунавске границе, коју су готово редовно почели да пустоше Словени и Прото-Бугари, је запостављена. Најзад, Јустинијанова владавина је била и велико доба историографије захваљујући Прокопију из Цезареје и Агатији из Мирине, који су писали по угледу на античке ауторе, и хроничару Јовану Малали.
Јустин II (565—578) је био Јустинијанов сестрић и супруг Теодорине сестричине Софије. Јустинијан није имао деце и престо је препустио једном од својих сестрића, можда управо захваљујући утицају Софије. Јустин је наследио огромно Царство и недовољне људске и материјалне ресурсе, а тога није био у потпуности свестан. Док су Лангобарди 568. упали у Италију, цар је одбио је да плаћа данак Персијанцима и Аварима и тиме је изазвао рат у коме су Византијци претрпели неколико тешких пораза. Пошто су 573. Персијанци заузели град Дару, Јустин је трајно изгубио ментално здравље. Софија је убрзо убедила Јустина да у трену луцидности усини команданта гарде Трачанина Тиберија и прогласи га за свог цезара-савладара.
Тиберије II Константин (цезар од 574., август од 578—582.) је тако путем адопције продужио Јустинијанову династију. Он је успео да склопи мир са Персијом, али је Аварима морао да преда Сирмиј (данашњу Сремску Митровицу), главну испоставу Царства на дунавској граници. Престо је препустио свом зету и заповеднику гарде ескубитора Јерменину Маврикију.
Маврикије (582—602) је покренуо велике реформе на Западу где је врховну војну и цивилну команду ставио у руке егзарха у Равени и Картагини. У Шпанији је 584. Царство изгубило своје главно упориште, град Кордобу, а у Италији се почела осећати и политичка независност папе Гргура I Великог. Ипак, мир са Персијом је постигнут након што је Маврикије 591. помогао збаченом Хозроју II да се врати на престо. Хозроје је ожењен царевом ћерком и препустио је Царству делове Јерменије и Месопотамије. На Балкану је Маврикије делимично повратио равнотежу након што је од 592. војска редовно упадала на територије северно од Дунава и узнемиравала аварске и словенске насеобине. Маврикијева одлука да војска презими на варварској територији изазвала је побуну и уздизање центуриона Фоке на царски престо. Маврикије је остао упамћен као заштитник православних, способан владар и аутор једног од првих византијских дела о војној вештини Стратегикона.

## Шема генеалошког стабла Јустинијанове династије
- Јустин I — (518–527)
  1. Без порода у браку са Лупицином-Еуфемијом
- Вигилантија, Јустинова сестра
  1. Из брака са Сабатијем
    - Петар Сабатије (Petrus Sabbatius), након што га је ујак Јустин усинио познатији као Јустинијан I — (527–565)
      1. Без порода у браку са Теодором

    - Вигилантија
      1. Из брака са Дулцисимом
        - Јустин II — (565-578)
          1. Из брака са Софијом, Теодорином сестричином
            - Арабија, удала се за војскоковођу Бадуарија, претпоставља се да су имали ћерку по имену Фирмина
            - усинио војсковођу Тиберија од тада познатог као Тиберије II Константин — (574-582)
              1. Из брака са Иноном-Анастасијом
                - Константина удата за Маврикија (582-602)

        - Марцел
        - Прајекта, прво у браку са војсковођом Ареобиндом; други брак са Јованом, Помпејевим сином и Ипатијевим унуком.
- Потомци Јустиновог брата или сестре чије нам име није забележено
  1. Из брака са непознатим супружником
    - Герман
      1. Из брака са Пасаром
        - Јустин, конзул из 540.
        - Јустинијан
        - Јустина, у браку са војсковођом Јованом

      2. Из брака са Матасвентом, унуком остроготског краља Теодориха.
        - Герман

    - Борајд
    - Јуст